# Понтон (плавсредство)

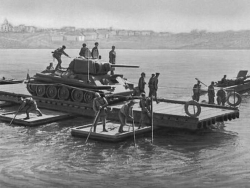
Переправа на понтоне через Дон, 1943 год.

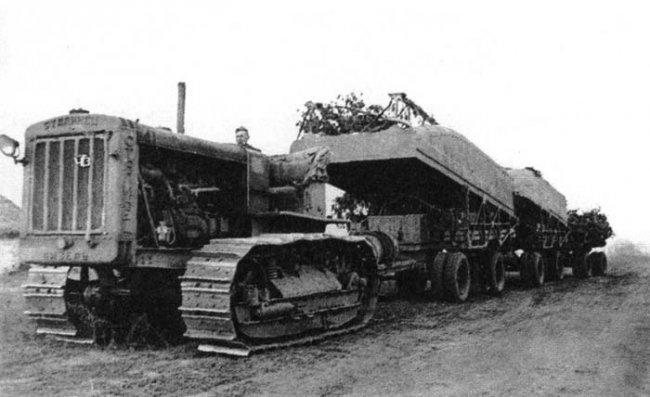
Буксировка понтонного парка Н2П, во время Великой Отечественной войны.

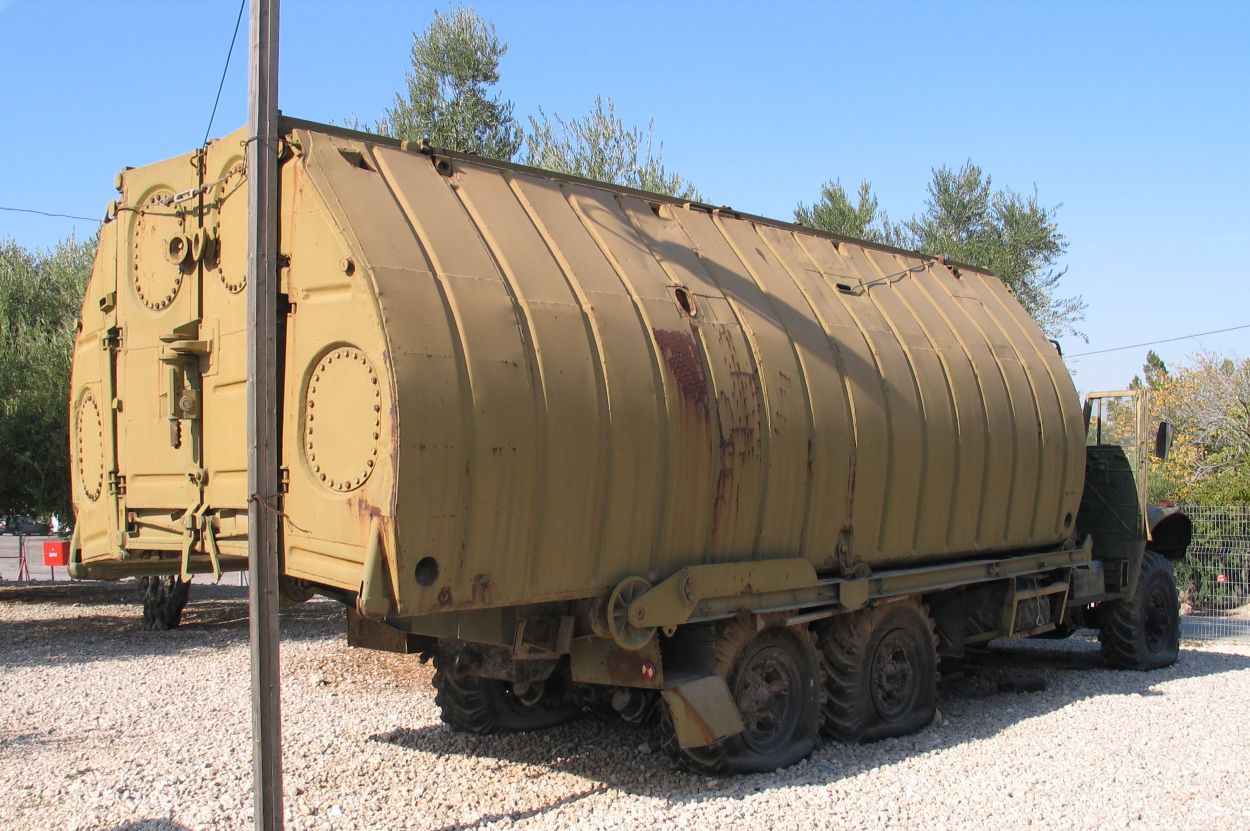
Речное звено понтонно-мостового парка на шасси КрАЗ-214Б состоящее из четырёх понтонов в музее Yad la-Shiryon, Израиль.

Понто́н (фр. ponton от лат. ponto ← от лат. pons «мост») другое название поплаво́к (англ. float) — несамоходное плавучее изделие, служащее для поддержания на воде тяжестей (плавучих кранов, копров и тому подобных). Понтоны также могут являться опорой понтонных мостов, элементом шасси поплавковых гидросамолётов, основным элементом конструкций понтонных лодок и катеров.

## Назначение
Понтон предназначен для формирования причальной линии на базах-стоянках. Поскольку конструктивно понтон является несамоходным плавсредством с положительной плавучестью — может использоваться как плавучее основание для разнообразных плавучих конструкций в морской или речной отрасли, например — плавдок, плавкран, причальное сооружение (плавучий пирс), плавресторан, плавгостиница и прочее. В XVII—XIX веках понтон рассматривался как плавконструкция для формирования переправ, а служащий при понтонах — именовался понтонер (позднее понтонёр). Типичным вариантом простейшего понтона являются две связанные между собой полые укупоренные бочки.
Слово также употреблялось немецкими танкистами к танкам с навешенными броневыми экранами характерной формы, а затем последовательно перенесён на автомобили 1940-х — 1950-х годов с закруглёнными формами крыльев.

## Виды понтонов

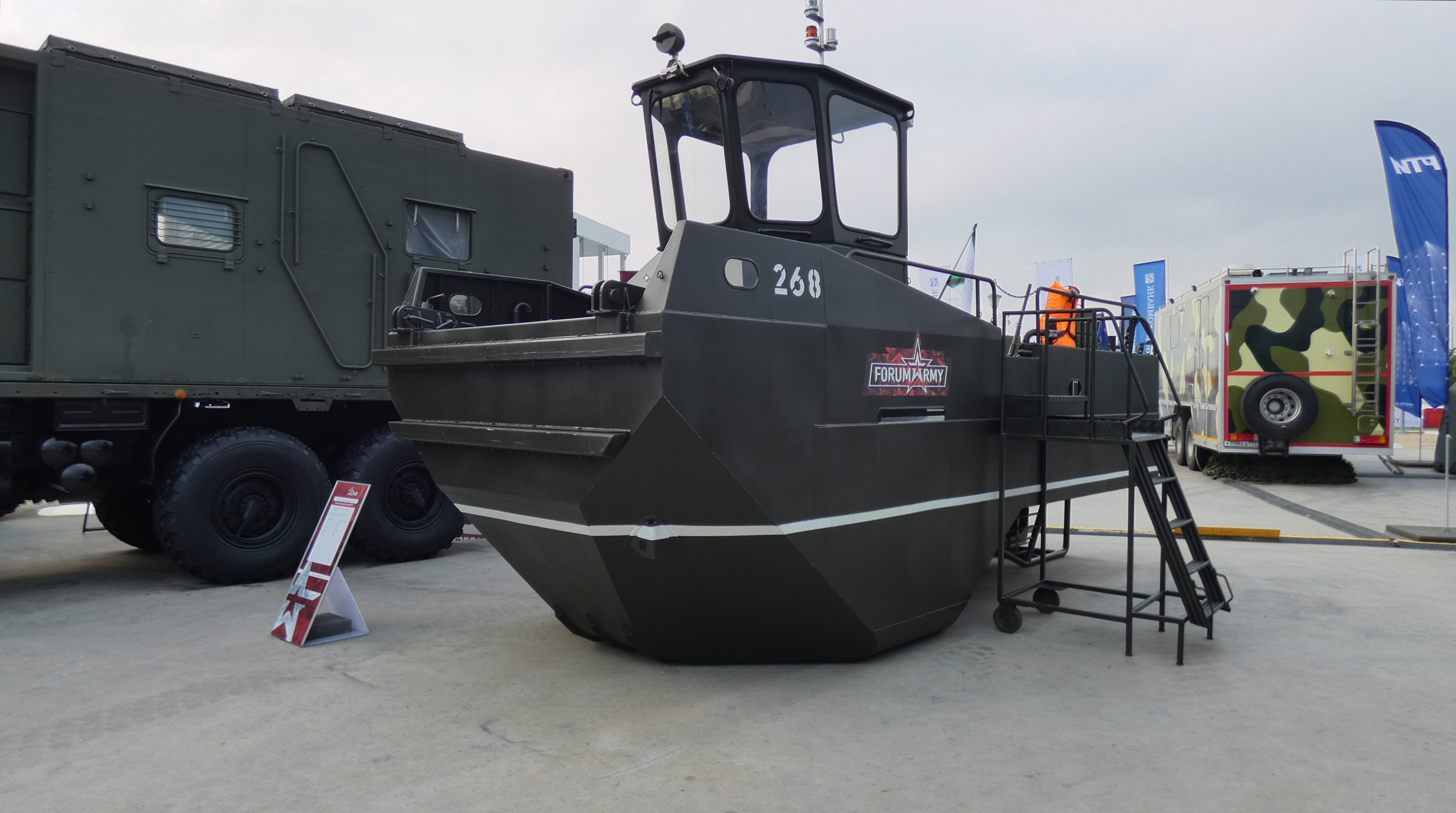
Понтон самоходный (толкач) ПСТ-1 на выставке «Армия-2021».

Стандартный понтон — металлическое плавсредство без бортов (или с минимальными бортами) и возможностью скрепления между собою. Используется для наведения переправ. Изредка используется для транспортировки грузов в условиях рек.
Понтон из пластмассовых блоков — такой понтон состоит из многих небольших пластмассовых деталей. Из них собирается понтон необходимой формы и размера. Мало подходит для перевозки грузов или наведения переправы, зато хорошо подходит для сооружения причалов. Собрать такой причал может даже ребёнок.
Надувные понтоны — состоят из продолговатых надувных ячеек. Идеально подходят для тех задач, где необходима быстрая и простая транспортировка понтона к месту использования. Также используется для поднятия со дна затонувших кораблей. Один из видов — парашютный понтон. Также является надувным, используется для поднятия затонувших кораблей и грузов.

## Понтон в российском законодательстве
Согласно приказу МЧС РФ от 29.06.2005 №500 несамоходные суда подлежат регистрации в ГИМС. 
Также Согласно кодексу внутреннего водного транспорт РФ от 7 марта 2001 года №42-ФЗ: Судно – самоходное или несамоходное плавучее сооружение, используемое в целях судоходства.  
Таким образом надобность в регистрации понтона зависит от применения:
- Если понтон будет использоваться для судовождения, то регистрация обязательна;
- Если понтон выполняет роль пристани, то регистрация не требуется.